# (9175) Graun
(9175) Graun est un astéroïde de la ceinture principale.

## Description
(9175) Graun est un astéroïde de la ceinture principale. Il fut découvert le 29 juillet 1990 à l'Observatoire Palomar par Henry E. Holt. Il présente une orbite caractérisée par un demi-grand axe de 2,60 UA, une excentricité de 0,14 et une inclinaison de 15,1° par rapport à l'écliptique.

## Compléments